# Нейво-Рудянская (станция)
Не́йво-Рудя́нская — станция Свердловской железной дороги на линии Нижний Тагил — Екатеринбург. Расположена в посёлке Нейво-Рудянка Кировградского муниципального округа Свердловской области. Входит в Нижнетагильский центр организации работы железнодорожных станций ДЦС-4 Свердловской дирекции управления движением. По характеру работы является промежуточной, по объёму работы отнесена к 5 классу.
Имеются две низкие пассажирские платформы — одна боковая у 3-го станционного пути, ближайшего к зданию вокзала, одна островная — между II (главным) и 4-м путями (3 и 4 от здания вокзала соответственно). Переход между платформами осуществляется по настилам. Пешеходный мост отсутствует.
На станции имеется деревянное здание вокзала с печным отоплением, здание поста ЭЦ, водонапорная башня, депо по ремонту путевой техники ПЧ-17, тяговая подстанция ЭЧ-7.
Внутри вокзала имеется одна касса по продаже билетов и зал ожидания.
На фасаде установлена памятная доска в честь разгрома красными войск Белой армии и овладения Верхним Тагилом, Верх-Нейвинском и Нейво-Рудянкой бойцами 1-го Путиловского стального кавалерийского полка под командованием Ф. Е. Акулова в ночь на 15 июля 1919 года.
В нечётной горловине станции к 5 пути с северо-запада примыкает подъездной путь Уральского лесохимического завода, к 3 пути станции примыкают: в нечётной горловине — пути ПЧ-17, в чётной -—пути ЭЧ-7.
От станции Нейво-Рудянской курсирует автобус маршрутом Нейво-Рудянка — Кировград.

## Пассажирское сообщение
Пассажирское сообщение по станции представлено пригородными электропоездами, курсирующими на участке Екатеринбург-Пассажирский — Нижний Тагил, за исключением поездов «Ласточка»/«Финист». В отдельное время курсируют маршруты до станций Керамик, Камышлов и Каменск-Уральский.
До середины 2000-х годов также постоянно курсировало от 2 до 4 пар электропоездов из Свердловска, для которых станция являлась конечной; к 2014 году количество таких рейсов сократилось до 1 пары в летний период. В отдельные годы станция была конечным пунктом для 1 электропоезда из Нижнего Тагила. По состоянию на 2023 год оборот электропоездов по станции не осуществляется.

## Галерея
|  |